# John Gordon, 1. Viscount of Kenmure

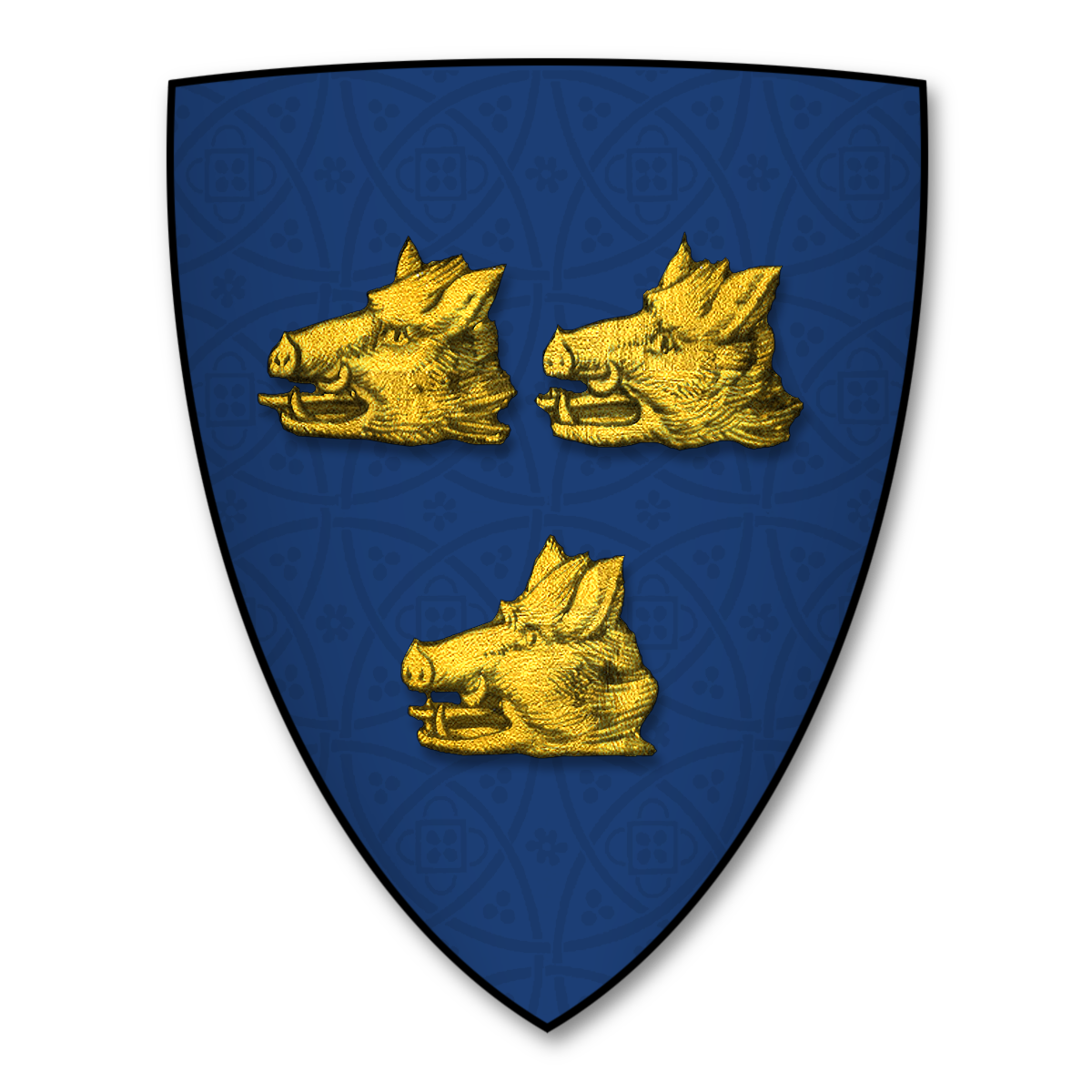
Familienwappen des John Gordon, 1. Viscount of Kenmure

John Gordon, 1. Viscount of Kenmure (* um 1599; † 12. September 1634 auf Kenmure Castle) war ein schottischer Adliger.
Er war der ältere Sohn des Sir Robert Gordon, 1. Baronet, aus dessen erster Ehe mit Lady Isabel Ruthven, Tochter des William Ruthven, 1. Earl of Gowrie. 1618 überließ ihm sein Vater einige seiner Ländereien. Von 1620 bis 1621 unternahm er eine Grand Tour nach Kontinentaleuropa.
Er war einer der Ersten, der sich am Plan zur Errichtung schottischer Kolonien in Nordamerika beteiligte, und erwarb 1621 die Baronie Galloway in Nova Scotia.
Beim Tod seines Vaters am 24. Januar 1628 erbte er dessen Adelstitel eines Baronet, of Lochinvar in the Stewartry of Kirkcudbright, und wurde am 20. März 1628 als Erbe seiner Ländereien amtlich bestätigt.
Er war ein Unterstützer König Karls I., der ihn am 8. Mai 1633 zum Viscount of Kenmure und Lord Lochinvar erhob. Beide Titel wurden mit dem besonderen Zusatz verliehen, dass sie in Ermangelung männlicher Nachkommen auch an den jeweils nächsten männlichen Erben, der den Namen und das Wappen der Familie Gordon führe, vererbbar sei. Während den folgenden Sitzungen des schottischen Parlaments reiste er, unter dem Vorwand seine Frau sei erkrankt, vorzeitig ab, um als überzeugter Presbyterianer nicht offen in Opposition zum König treten zu müssen, der sich um die Etablierung der Anglikanischen Kirche in Schottland bemühte.
Während des nächsten Versammlung des Parlaments im August 1634 reiste er erneut vorzeitig heim, da er schwer erkrankt war. Er starb wenige Wochen später im Alter von 35 Jahren.
Um 1626 hatte er Lady Jean Campbell, Tochter des Archibald Campbell, 7. Earl of Argyll, geheiratet. Mit ihr hatte er mehrere Kinder, die jung und vor ihm starben. Er hinterließ nur einen Sohn und Erben, John Gordon, 2. Viscount of Kenmure. Seine Witwe heiratete 1640 in zweiter Ehe Sir Henry Montgomerie, Sohn des Alexander Montgomerie, 6. Earl of Eglinton.